# John Anders Rise
John Anders Rise (Hamar, 24 marzo 1988) è un dirigente sportivo e calciatore norvegese, centrocampista del Furnes.

## Carriera

### Club
Rise ha iniziato la carriera professionistica con la maglia dell'HamKam. Ha debuttato in squadra l'11 maggio 2005, sostituendo Geir Frigård nel successo per 0-7 (in cui è andato anche in gol) sul campo dell'Elverum: la sfida era valida per il primo turno del Norgesmesterskapet. Per l'esordio nell'Eliteserien ha dovuto attendere il 7 maggio 2006, a seguito della promozione della sua squadra, quando è subentrato a Tommy Øren nella sconfitta per 3-0 in casa dell'Odd Grenland.
È rimasto all'HamKam anche dopo le due retrocessioni, che nel 2009 hanno portato il club nella 2. divisjon. Nel 2010, la squadra è tornata in 1. divisjon, mediante la vittoria in campionato. Il 14 luglio 2014, a causa delle difficoltà economiche del club, ha rescisso il contratto che lo legava all'HamKam.
Il 15 luglio 2014 ha firmato ufficialmente un contratto con l'Ullensaker/Kisa, valido fino al termine della stagione in corso. Ha debuttato con questa maglia il 19 luglio, schierato titolare nella vittoria per 5-0 contro la sua ex squadra dell'HamKam. Ha totalizzato 5 presenze in squadra, in questa porzione di stagione.
Il 28 novembre 2014 è tornato all'HamKam, nel frattempo retrocesso in 2. divisjon, firmando un contratto biennale che sarebbe stato valido a partire dal 1º gennaio 2015.
Al termine del campionato 2017, l'HamKam di Rise ha fatto ritorno in 1. divisjon. Rise ha lasciato il calcio professionistico pochi giorni dopo, il 9 novembre, diventando amministratore delegato del club.
Ciò nonostante, ha fatto ritorno al Moelven – club per cui aveva giocato a livello giovanili – in veste di calciatore.

### Nazionale
Rise ha giocato 4 partite per la Norvegia under 21. Ha esordito sostituendo infatti Andreas Nordvik nel successo in amichevole per 1-0 contro l'Ucraina.

## Statistiche

### Presenze e reti nei club
Statistiche aggiornate al 5 aprile 2018.
| Stagione       | Club            | Campionato    | Campionato | Campionato | Coppe nazionali | Coppe nazionali | Coppe nazionali | Coppe continentali | Coppe continentali | Coppe continentali | Supercoppe | Supercoppe | Supercoppe | Totale | Totale |
| Stagione       | Club            | Comp          | Pres       | Reti       | Comp            | Pres            | Reti            | Comp               | Pres               | Reti               | Comp       | Pres       | Reti       | Pres   | Reti   |
| -------------- | --------------- | ------------- | ---------- | ---------- | --------------- | --------------- | --------------- | ------------------ | ------------------ | ------------------ | ---------- | ---------- | ---------- | ------ | ------ |
| 2005           | HamKam          | ES            | 0          | 0          | CN              | 1               | 1               | -                  | -                  | -                  | -          | -          | -          | 1      | 1      |
| 2006           | HamKam          | ES            | 1          | 0          | CN              | 1               | 3               | -                  | -                  | -                  | -          | -          | -          | 2      | 3      |
| 2007           | HamKam          | 1D            | 25         | 4          | CN              | ?               | ?               | -                  | -                  | -                  | -          | -          | -          | 25+    | 4+     |
| 2008           | HamKam          | ES            | 17         | 0          | CN              | 1               | 0               | -                  | -                  | -                  | -          | -          | -          | 18     | 0      |
| 2009           | HamKam          | 1D            | 27         | 1          | CN              | 1+              | 0+              | -                  | -                  | -                  | -          | -          | -          | 28+    | 1+     |
| 2010           | HamKam          | 2D            | 26         | 1          | CN              | ?               | 1+              | -                  | -                  | -                  | -          | -          | -          | 26+    | 2+     |
| 2011           | HamKam          | 1D            | 29         | 2          | CN              | 2               | 0               | -                  | -                  | -                  | -          | -          | -          | 31     | 2      |
| 2012           | HamKam          | 1D            | 29         | 3          | CN              | 2               | 0               | -                  | -                  | -                  | -          | -          | -          | 31     | 3      |
| 2013           | HamKam          | 1D            | 29+1       | 0          | CN              | 4               | 0               | -                  | -                  | -                  | -          | -          | -          | 34     | 0      |
| gen.-lug. 2014 | HamKam          | 1D            | 14         | 0          | CN              | 3               | 0               | -                  | -                  | -                  | -          | -          | -          | 17     | 0      |
| lug.-dic. 2014 | Ullensaker/Kisa | 1D            | 5          | 0          | CN              | -               | -               | -                  | -                  | -                  | -          | -          | -          | 5      | 0      |
| 2015           | HamKam          | 2D            | 20         | 4          | CN              | 2               | 0               | -                  | -                  | -                  | -          | -          | -          | 22     | 4      |
| 2016           | HamKam          | 2D            | 21         | 2          | CN              | 1               | 0               | -                  | -                  | -                  | -          | -          | -          | 22     | 2      |
| 2017           | HamKam          | 2D            | 19         | 2          | CN              | 1               | 0               | -                  | -                  | -                  | -          | -          | -          | 20     | 2      |
| Totale HamKam  | Totale HamKam   | Totale HamKam | 257+1      | 19+0       |                 | 19+             | 5+              |                    | -                  | -                  |            | -          | -          | 277+   | 24+    |
| 2018           | Moelven         | 4D            | 0          | 0          | CN              | 0               | 0               | -                  | -                  | -                  | -          | -          | -          | 0      | 0      |
| Totale         | Totale          | Totale        | 262+1      | 19+0       |                 | 19+             | 5+              |                    | -                  | -                  |            | -          | -          | 282+   | 22+    |